# Imunomodulador
Imunomoduladores são substâncias que atuam no sistema imunológico conferindo aumento da resposta orgânica contra determinados microorganismos, incluindo vírus, bactéria, fungos e protozoários, mediante produção de interferon e seus indutores.